# Fangel
Fangel er en by på Fyn med 459 indbyggere  (2024), beliggende ca. 12 km sydvest for Odense centrum. Byen hører til Odense Kommune og ligger i Region Syddanmark.
Fangel hører til Fangel Sogn, og Fangel Kirke ligger i byen. Byen deler postnummeret 5260 Odense S med bydelene Sankt Klemens, Stenløse, Hjallese og Højby.

## Faciliteter
- Fangel Kro blev bygget i 1855 og blev kongelig privilegeret under Frederik 7. De nuværende ejere har haft Fangel Kro og Hotel siden 1998. Hotellet har 30 dobbeltværelser.[2]
- Ådalskolen, Fangel Friskole er en Grundtvig-Koldsk friskole, der blev grundlagt i 1873. Den flyttede til de nuværende lokaler i 1963. Den har 237 elever, fordelt på 0.-9. klassetrin.[3]
- Fangel Forsamlingshus har en stor sal til 150 personer og på 1. sal en mindre sal til 48 personer samt separat velkomstrum/kaffestue.[4] Der er legeplads ved forsamlingshuset, og på den anden side af gaden er der anlagt et bystævne med 19 sten i rundkreds. Der er også rejst en sten til minde om Befrielsen.
- Kulturhuset Fangel Skole blev grundlagt i maj 2015 for at overtage driften af den tidligere landsbyskole. Kulturhuset rummer diverse foreningsaktiviteter og lokalhistorisk arkiv. Det kan lejes til sammenkomster med op til 50-60 personer.[5]
- Borreby-Fangel er en integreret institution med vuggestue og børnehave og plads til 28 børn.[6]
- Blandt byens foreninger kan nævnes beboerforeningen Fangel Bylaug, Fangel Sogns Seniorklub, ældreklubben Fangelklubben, Fangel Jagtforening og Lokalhistorisk Arkiv.[7]

## Historie
Fangel landsby bestod i 1682 af 34 gårde, 9 huse med jord og 4 huse uden jord. Det samlede dyrkede areal udgjorde 1.477,6 tønder land, skyldsat til 295,77 tønder hartkorn. Dyrkningsformen var firevangsbrug med rotationen 2/1.
I 1899 bliver Fangel beskrevet således af Trap: "Fangel, ved Landevejen, med Kirke og Skole;" Kroen nævnes ikke, for den lå ifølge målebordsbladene uden for landsbyen lidt mod nord ved et vejkryds.

### Kommunen
Fangel Sogn var anneks til Stenløse Sogn og havde altså ikke egen præst. De to sogne udgjorde Stenløse-Fangel pastorat. Det blev grundlaget for Stenløse-Fangel sognekommune, der fungerede indtil den ved kommunalreformen i 1970 blev indlemmet i Odense Kommune.

### Jernbanen
Fangel fik station på Odense-Nørre Broby-Faaborg Jernbane (1906-1954). Fangel Station lå øst for bebyggelsen på sydsiden af Lovbjergvej. Stationsbygningen blev tegnet af arkitekten Emanuel Monberg. Den blev revet ned fordi den skulle genopføres i Den Fynske Landsby, men det er ikke sket.
Længere sydpå i sognet ønskede 40 husstande at få et trinbræt ved Tuemosevej, og det blev etableret i 1934 med en simpel jordperron og fra 1941 med en gammel godsvognskasse som venteskur.